# Викентий Коллиурский
Викентий Коллиурский (фр. Vincent de Collioure; умучен в 291 году или 304 году) — мученик Коллиурский. День памяти — 19 апреля.
Святой Викентий пострадал в Коллиуре, Галлия. Его особо почитают в Перпиньяне, где в городском соборе вплоть до XVII века почивали его святые мощи. 16 августа в память о святом Викентии в городе происходит большой праздник, во время которого по морю шествует его статуя вместе со статуями святого Максима и святой Либераты.
В Коллиуре часовня святого Викентия воздвигнута в 1701 году на скале, находящейся в море. В 1876 году она была соединена с материком дамбой.